# Классификация Д
Классификация Д —  советская рок-группа новой волны, образованная в Новосибирске весной 1984 года. По определению вокалиста Сергея Корженевского, команда играла «нонсенс-рок».

## История
Группа была создана студентами Новосибирского университета весной 1984, и первоначально называлась «Весёлые дебилы». После единственного выступления в студенческой аудитории и записи альбома «Разбитый Юпитер», группа прекратила существование. После окончания университета участники коллектива переехали в посёлок Кольцово, сменив названия ансамбля на «Авангардный клуб "полковник"». В декабре 1987 года выходит первый полноценный альбом — «Поделки инвалида»; к тому же моменту ансамбль получил название «Классификация Д». По одной из версий, название возникло из-за следующей классификации групп: категории А дают деньги за концерты, категория Б выступает бесплатно, категория В платит, чтобы выступать.

## Состав
Большинство участников «Классификации Д» известны под псевдонимами
- Гинэ Штух (Сергей Корженевский) — вокал, кларнет, саксофон (по состоянию на 2005 год проживал в США)[2]
- Клей (Лёша) — гитара
- Фриб — клавишные
- Дон (Евгений Таскаев) — бас-гитара
- Ключ (Владимир Герасько) — вокал
- Сысой Коппер (Владимир Яцентюк) — ударные

## Дискография
- 1987 — «Поделки инвалида»
- 1989 — «Происхождение культуры»
- 1991 — «CD Recordable»